# Edward Findley
Pour les articles homonymes, voir Findley.
Edward Findley, né le 8 septembre 1864 à Sandhurst et mort le 26 octobre 1947 à Melbourne, est un syndicaliste et homme politique australien.

## Biographie
Fils d'un cheminot né en Irlande et établi dans la colonie britannique autonome du Victoria, il obtient à l'âge de 12 ans un apprentissage comme compositeur d'imprimerie au journal The Bendigo Independent à Sandhurst, puis s'établit dans ce métier au journal The Daily Telegraph de Melbourne. Ce journal disparaît en 1892, et Edward Findley travaille dès lors pour un journal du soir. Il se syndique, devient en 1897 président du Syndicat des Typographes australasiens, et est un membre actif du Parti travailliste uni du Victoria, mouvement politique des organisations syndicales. Il contribue à définir le programme du parti, qui inclut la demande d'un suffrage universel, d'un impôt progressif, d'une banque publique, d'un salaire minimum, d'une journée de huit heures, de conciliation et d'arbitrage des conflits sociaux, d'une application plus stricte de l'interdiction de l'immigration asiatique (afin de protéger les salaires et les conditions de travail des ouvriers australiens face à cette concurrence), et d'aides publiques plus conséquentes pour les chômeurs et les pauvres. En 1896 il co-fonde un journal hebdomadaire ouvrier, The Tocsin (en), avec notamment George Prendergast (en), John Percy Jones (en) et Bernard O'Dowd (en),.
Fin 1900, il est élu député travailliste de Melbourne à l'Assemblée législative du Victoria, profitant d'une dispersion des voix libérales entre trois candidats. Il en est expulsé en juin 1901, les députés votant à soixante-quatre voix contre dix-sept sa destitution pour diffamation séditieuse. Son journal The Tocsin a en effet, au nom de la liberté de la presse, reproduit un article d'un journal dublinois diffamant le roi Édouard VII. Il se présente sans succès à une élection partielle la même année, puis à nouveau sans succès aux élections victoriennes de 1902. 
Aux élections législatives fédérales de 1903, toutefois, il est élu parmi les sénateurs du Victoria au Sénat australien, avec l'étiquette du Parti travailliste australien. « Intellectuellement curieux », grand amateur de lecture et de science autant que de football, durant les débats parlementaires sur la construction d'une capitale fédérale, il appelle à ce que celle-ci soit fondée sur le principe de la propriété collective des terres, et qu'elle soit un grand centre d'institutions culturelles et de grandes industries publiques. Il soutient une politique de protectionnisme mais demande que les entreprises australiennes qui en bénéficient doivent, en contrepartie, en reverser une partie des bénéfices à leurs ouvriers. Il soutient également l'interdiction de l'immigration asiatique, mais refuse les discriminations contre les personnes non-blanches déjà établies en Australie et s'oppose à la politique que mène l'Australie d'inciter une immigration massive en provenance du Royaume-Uni : Il argue qu'elle est défavorable aux acquis des travailleurs,.
De 1910 à 1913 il est ministre sans portefeuille dans le gouvernement fédéral travailliste d'Andrew Fisher, et représente de fait le ministre de l'Intérieur King O'Malley et le ministre des Postes Josiah Thomas au Sénat. Opposé à la conscription et resté fidèle au Parti travailliste lorsque celui-ci se scinde en 1916, il perd son siège de sénateur aux élections de 1917, mais le retrouve à celles de 1922,.
Après une nouvelle défaite aux élections de 1928, il est nommé en 1930 co-directeur de l'entreprise pétrolière Commonwealth Oil Refineries, qui est propriété pour moitié du gouvernement australien et pour moitié de la Anglo-Persian Oil Company. Il meurt à son domicile en 1947, à l'âge de 83 ans.